# 禁衛軍之樹
《禁衛軍之樹》是一本以19世紀鄂圖曼帝國為背景的推理小說，作者是賈森·古德溫，英文版原著於2007年5月出版，面世後不久即翻譯成30多種語言，中文簡體版則於2008年由上海譯文出版社弔進。此書力挫群雄，荣膺美国2007年度爱伦·坡奖之最佳小说奖，隨後作者推出同系列第二本作品《蛇石》。

## 內容簡介
1826年，伊斯坦堡的土耳其禁衛軍被馬哈茂德二世成功清除。十年後，鄂圖曼帝國新成立的新衛隊原本將會進行一場軍事檢閱，但在軍演前十日，新衛隊的四名軍官卻突然失蹤，其後其中一名軍官被人發現棄屍在一個特大的鋁窩中，因此將軍任命一個閹人雅西姆進行調查。另一方面，宮中亦發生謀殺案及偷竊案，一位將被蘇丹寵幸的後宮在寝宫的路上被人掐死，而太后的首飾亦被人偷去，結果雅西姆同時收到三個不同的委託，調查三宗不同的案件。
雅西姆上寻下访，出入于宫闱、大使馆、清真寺，流连在伊斯坦布尔的街头巷尾，又得到波蘭大使及俄國大使夫人的協助，發現三宗案件除了是被滅的土耳其禁衛軍的復仇行動外，當中還牽涉到宮廷內的閹人對權力的渴望及軍人對現代民主化的極端追求的錯綜複雜關係，但最終雅西姆亦不負所托，成功阻止各式各樣的陰謀。